# Eliza Frances Andrews
Eliza Frances « Fanny » Andrews, née le 10 août 1840 à Washington dans l'État de la Géorgie et morte le 21 janvier 1931 à Rome dans l'État de la Géorgie est une romancière, essayiste, historienne, journaliste, correspondante locale de presse, botaniste, environnementaliste, diariste et enseignante américaine.

## Biographie

### Jeunesse et formation

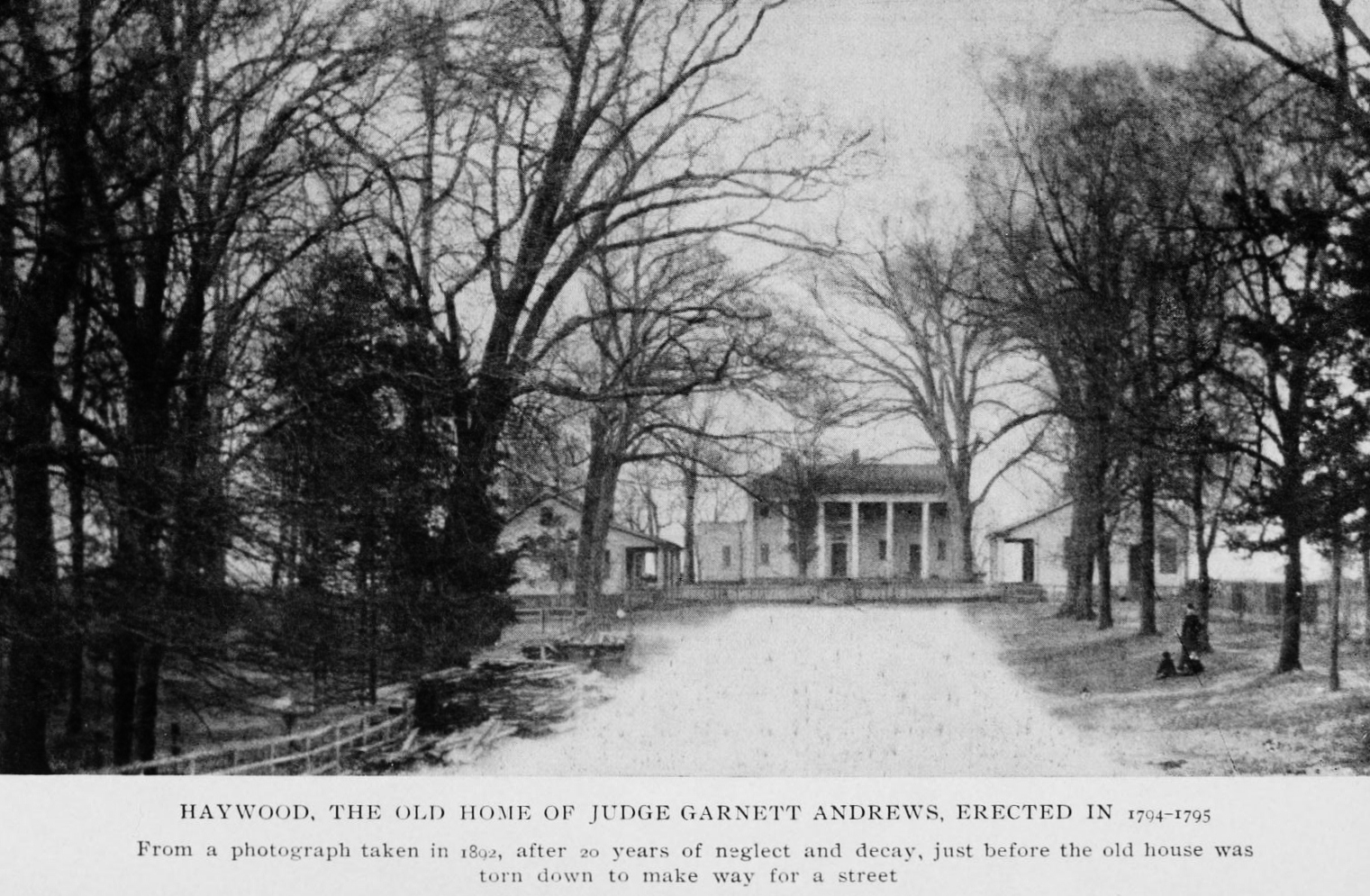
La plantation Haywood.

Eliza Frances Andrews est née dans une plantation, du nom de Haywood, à proximité de Washington dans l'État de la Géorgie, elle est la seconde fille et la sixième des huit enfants de  Annulet Ball Andrews et de Garnett Andrews, un juge de la Cour supérieure de la Géorgie. La famille Andrews fait partie des notables de la société de la Géorgie et plus particulièrement dans le comté de Wilkes. Garnett Andrews est un riche planteur de coton, propriétaire de 200 esclaves, malgré cela, lors de la guerre de Sécession, il soutiendra l'Union et critiquera la folie de cette guerre civile, alors que ses enfants, dont Eliza, soutiendront les États confédérés d'Amérique,,,,,,.

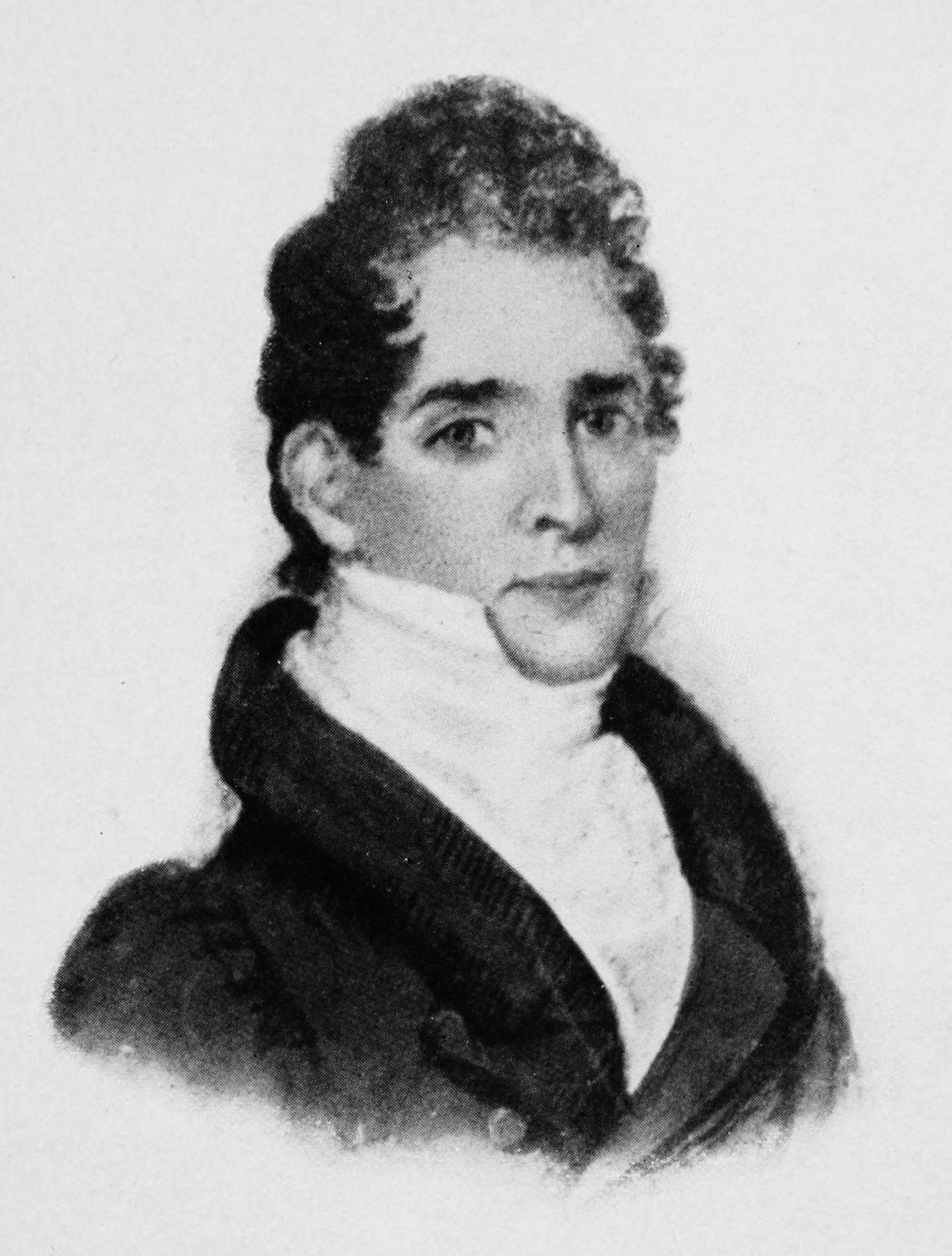
Garnett Andrews.

C'est durant son enfance à Haywood qu'elle s’éclipse de la maison pour se promener dans les bois voisins y découvrir la beauté de la flore environnante. Cette fascination de la nature la conduira à l'âge adulte vers la botanique.

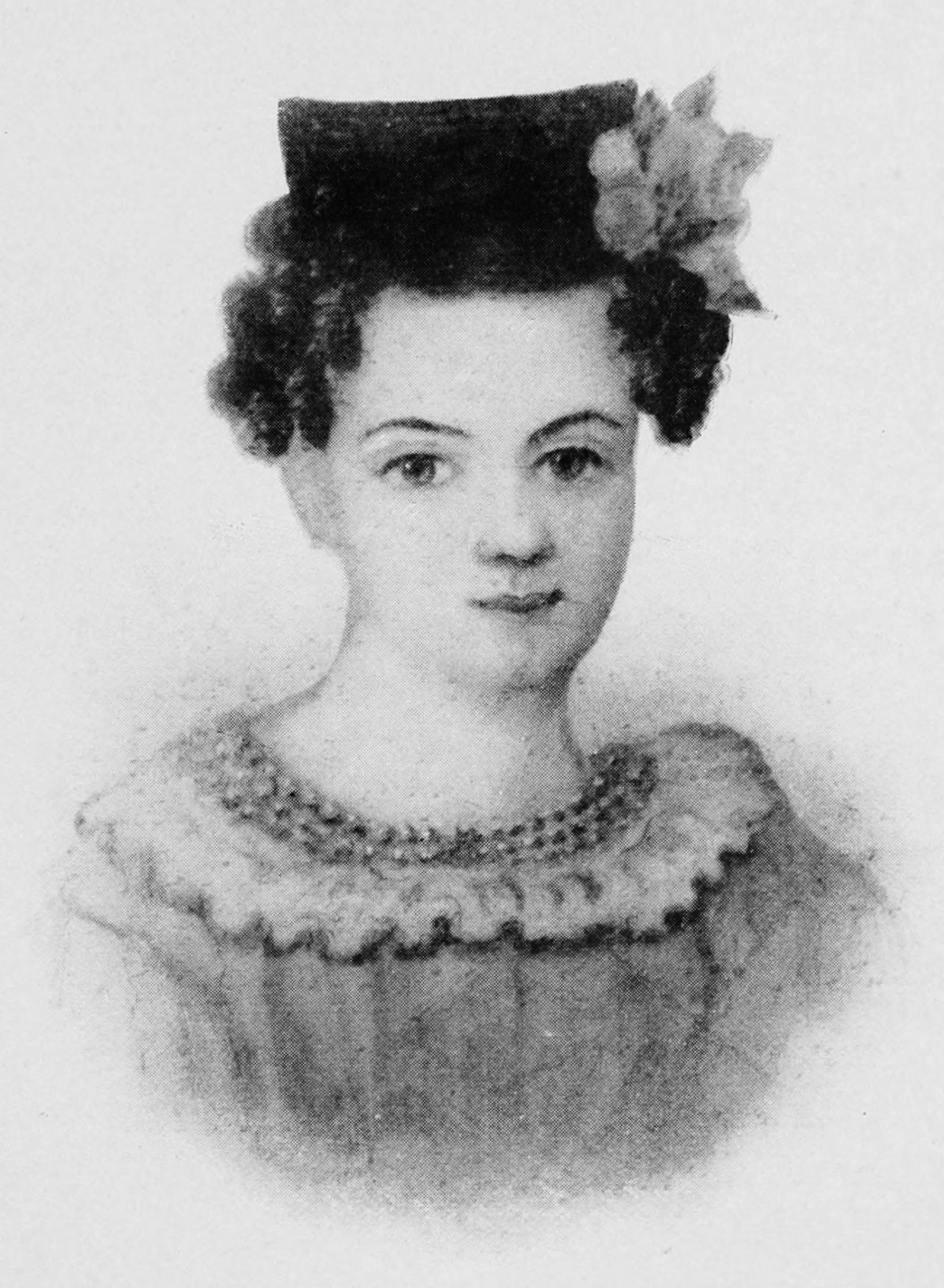
Annulet Ball Andrews.

Eliza Frances Andrews, après avoir achevé ses études secondaires au Washington Seminary (Atlanta) (en), est admise au LaGrange College (en) de la ville de LaGrange dans l'État de la Géorgie où elle fait partie de la première promotion d'étudiantes à obtenir le Bachelor of Arts (licence) en 1857,,,.

### Carrière

#### La guerre de Sécession

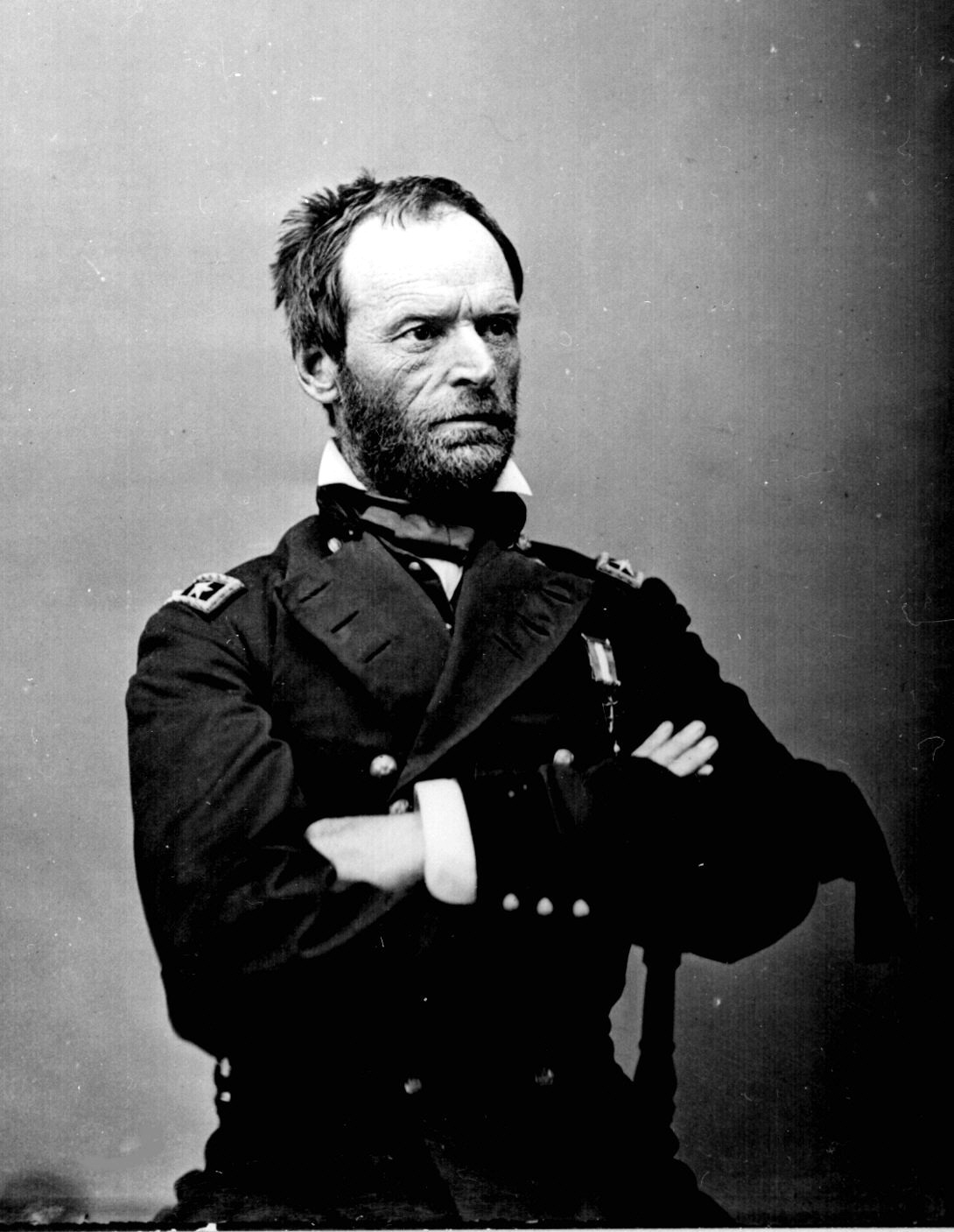
William Tecumseh Sherman.

Dès ses études terminées, Eliza Frances Andrews commence à rédiger ponctuellement des articles pour les journaux du sud.
Lorsque la guerre de Sécession éclate en 1861, Eliza Frances Andrews soutient la décision de la Géorgie à se séparer de l'Union. Pendant le conflit, la plantation Haywood est loin des champs de bataille, mais en 1864, redoutant la marche de Sherman vers la mer, Eliza Frances Andrews et sa sœur partent se mettre à l'abri dans la plantation de son beau-frère près d'Albany dans le sud-ouest de la Géorgie,,,.
À partir de 1864, Eliza Frances Andrews commence à tenir un journal intime qui sera publié en 1908 sous le titre de The War-Time Journal of a Georgia Girl, 1864-1865. Son journal commence le 19 décembre 1864 et finit le 29 août 1865. Ce journal est édité pour la première fois en 1908 et est considéré comme l'un des meilleurs témoignages de la guerre de Sécession. En avril 1865, Eliza Frances Andrews retourne à Washington, pour assister à la défaite de la Confederate States Army en pleine retraite, c'est à cette occasion qu'elle rencontre Jefferson Davis ,,,,.

#### La journaliste pendant la période de la reconstruction (1865-1870)

##### LeNew York World

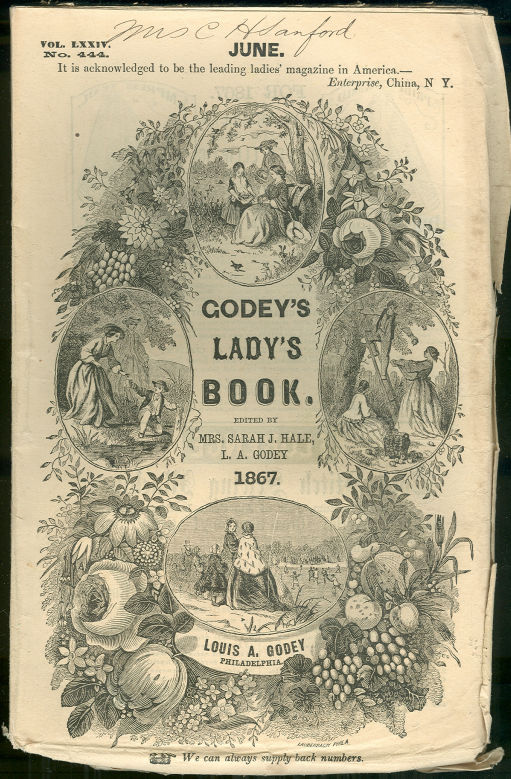
Godey's Lady's Book, couverture de 1867.

En 1865, durant la période dite de la Reconstruction, Eliza Frances Andrews, publie dans les colonnes du New York World un article sous le titre de A Romance of Robbery supposé raconter les déplorations d'un officier de l'Union Army vis à vis des diables coupables d'avoir volé l'or des Confédérés, elle en profite au passage pour dénoncer le sort fait par les nordistes vis à vis du révérend Dionysius Chenault qui a voulu protéger les fonds issus de la Virginia Bank. Pour ce premier article le New York World lui verse la somme de 10 $,,,,.

##### LeScott's Monthly
De 1865 à 1869, Eliza Frances Andrews écrit huit articles pour les colonnes du Scott's Monthly (en) publié à Atlanta, l'un des plus importants magazines du Sud, ses articles ont pour thèmes la mode, le mariage, la littérature, dans un de ces articles « Women as Judges of Character » d'octobre 1867, elle fait remarquer que les femmes sont de bien plus fines observatrices que les hommes pour juger la personnalité des humains. Ses positions sur les rôles sociaux des femmes sont contradictoires, dans un article de janvier 1869 titré « Professions and Employement Open to Women » elle écrit d'une part, que le statut social des femmes acceptable est celui double d'épouse et de mère, que les métiers acceptables pour les femmes sont ceux d'enseignante, de couturière ou de modiste, elle ne voit non plus pourquoi les femmes devraient rallier les mouvements féministes pour obtenir des droits et d'autre part, elle écrit que les femmes sont toutes aussi aptes que les hommes à tenir des postes de gouvernement,.

##### LeGodey's Lady's Book
Puis en juillet 1866, sous le pseudonyme de Elzey Hay, Eliza Frances Andrews publie des articles au sein du magazine Godey's Lady's Book exposant les difficultés à rester à la page en temps de guerre, enfin en 1870, elle y publie un article sur l'invention de Eli Whitney, le cotton gin,,,,.

##### Les droits des femmes
C'est dans un article publié le 22 mai 1869, au sein du Banner of the South, titré « Why Women Should not Vote » qu'Eliza Frances Andrews expose ses positions vis-à-vis du droit des femmes. Selon elle, la différence entre les hommes et les femmes est que ces dernières sont supérieures aux hommes car ayant un sens moral plus aigu et une vie émotionnelle bien plus stable, il en résulte que si les hommes font de la politique, les femmes, elles, travaillent à l'amélioration de la société. Qu'il faut en finir avec les barrières aux emplois mises en place par les hommes, qu'il faut augmenter les possibilités des femmes à devenir médecins, chercheuses, commerçantes, universitaires, hauts fonctionnaires, etc., capables de faire progresser la société d'un point de vue éthique et pour cela, le droit de vote n'est pas nécessaire. Mais paradoxalement, pour elle, les femmes célibataires, veuves parce qu'indépendantes des choix de vote de leurs maris sont les seules à pouvoir représenter légitimement les droits des femmes. Toujours dans le même article, elle met en avant l'autorité de la Bible qui enseignerait les rôles sociaux des femmes comme secondaires à ceux des hommes et subordonnés à ceux-ci. Dans le même temps qu'elle affirme que les femmes doivent vivre sous la protection des hommes, elle encourage l'émancipation des femmes.

#### Survivre à la crise de 1873
À l'âge de trente trois ans, Eliza Frances Andrews doit faire face à deux épreuves, la mort de son père et la ruine personnelle par la dévalorisation de ses biens consécutive à la crise bancaire de mai 1873, la résidence Haywood est vendue pour rembourser diverses dettes. Eliza Frances Andrews doit travailler pour subvenir à ses besoins, notamment en publiant des articles dans les colonnes de la Washington Gazette de façon anonyme, mais quand au bout de six mois, le rédacteur en chef découvre son nom et surtout son sexe il l'avertit qu'il ne publiera plus ses articles, cela au nom de la bienséance,,,.

#### L'enseignante

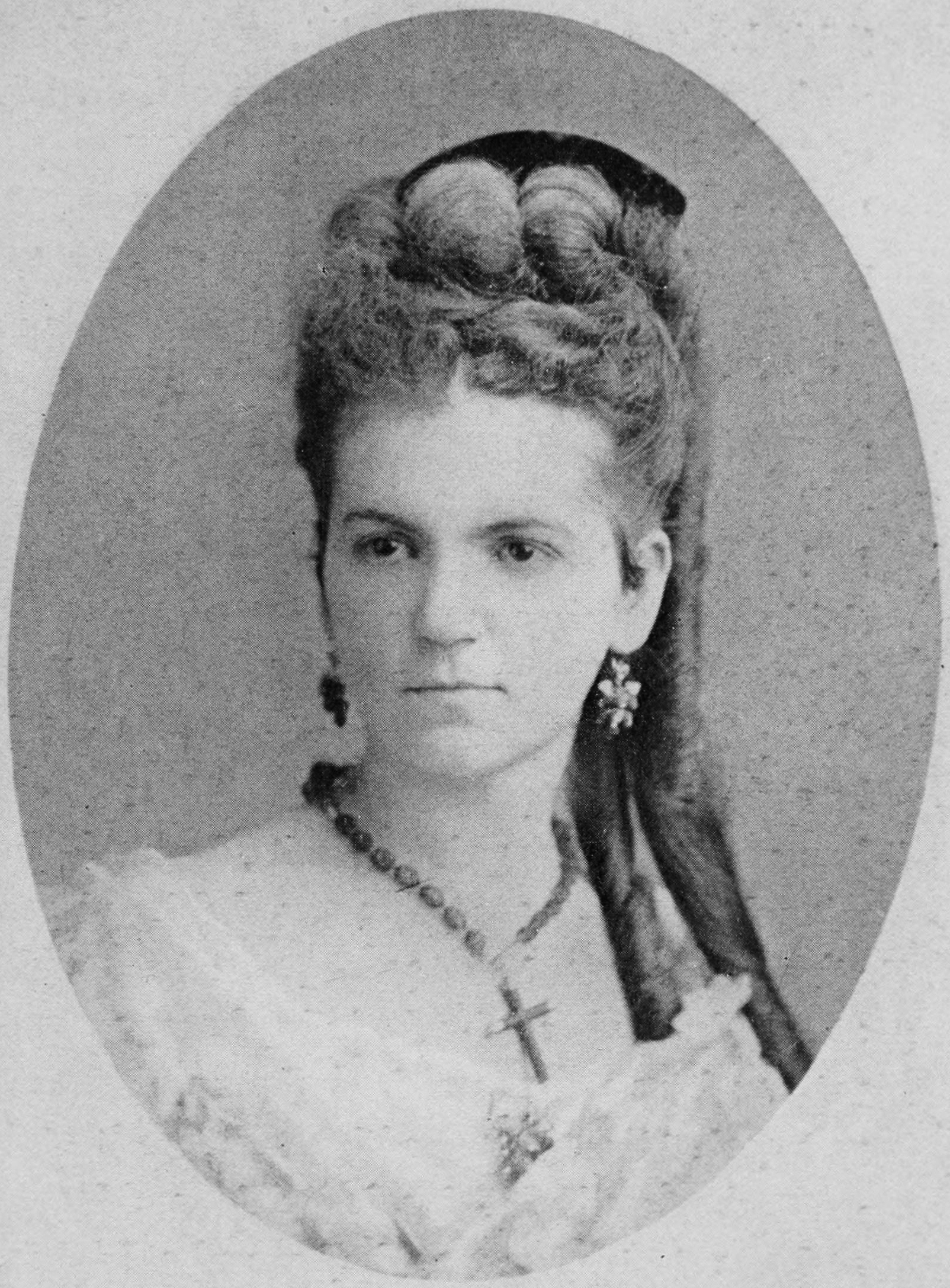
Metta Andrews Green.

Après son éviction de la  Washington Gazette, Eliza Frances Andrews part vivre dans un premier temps chez son frère Garnett Andrews Jr. qui réside à  Yazoo City dans l'État du Mississippi, elle y reste de 1873 à 1874 et commence sa carrière d'enseignante en tant que principale de la Girls' High School (établissement d'enseignement secondaire pour fille) de Yazoo City, sous les ordres d'un directeur noir où elle fait l’expérience difficile du changement de l'ordre social dans le Sud durant la période de la Reconstruction. Durant l'année 1874, Eliza Frances Andrews retourne à sa ville natale de Washington, vivre chez la famille de sa sœur Metta Andrews Green où elle reste de 1874 à 1881. Pendant sept ans elle tient de le poste de principale du Washington Seminary. En 1881, surmenée, elle tombe malade durant trois ans, c'est pendant cette période qu'elle rédige son troisième roman Prince Hal ; guérie, en 1885, elle est recrutée comme professeure de littérature française et de littérature anglaise par un établissement universitaire pour femmes, le Wesleyan College (en) de Macon, poste qu'elle occupe jusqu'en 1896. Puis Eliza Frances Andrews enseigne la botanique au sein de l'établissement d'enseignement secondaire de Washington de 1898 à 1903, année de sa retraite,,,,,.

#### La romancière et la journaliste

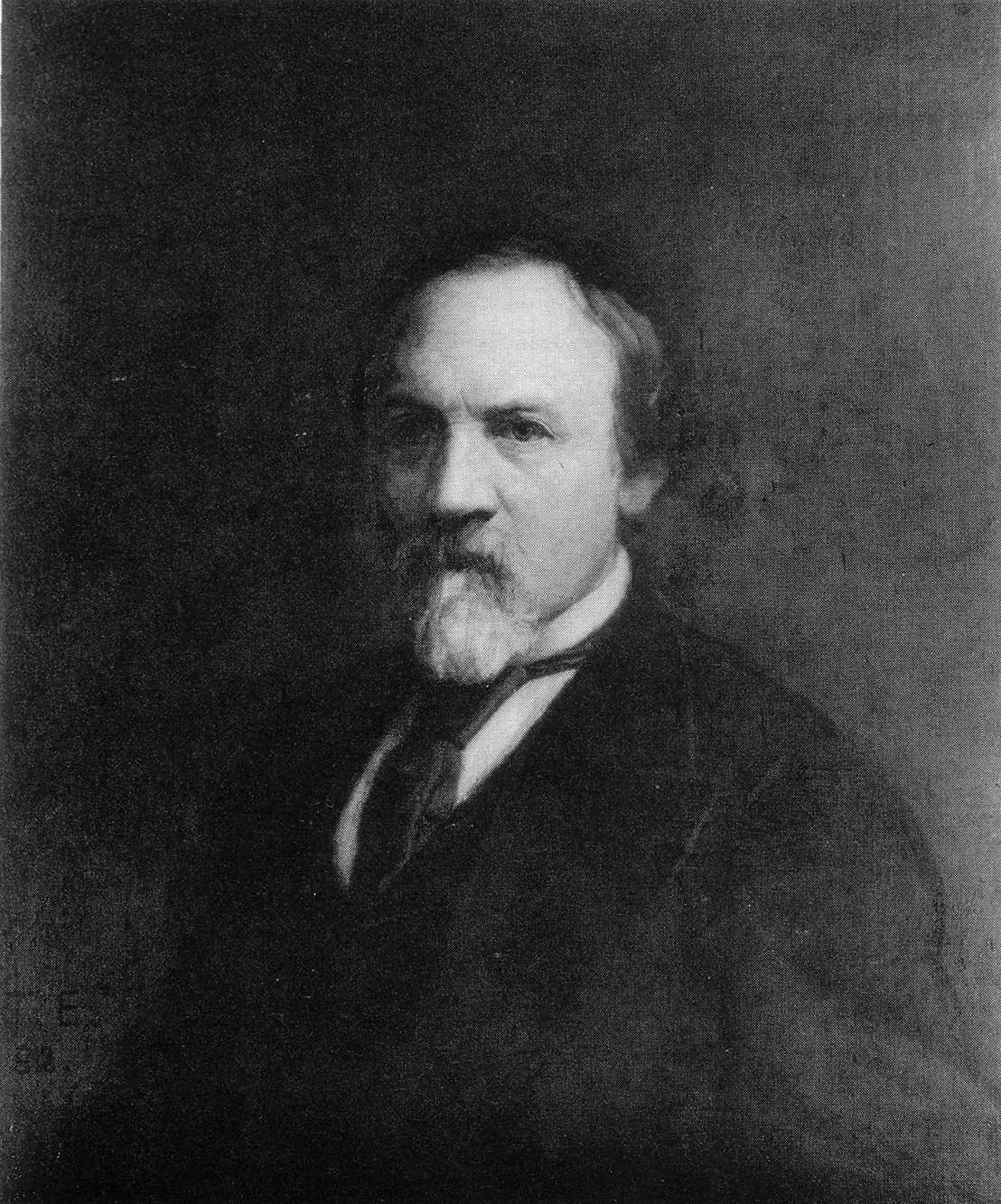
Joshua Ballinger Lippincott.

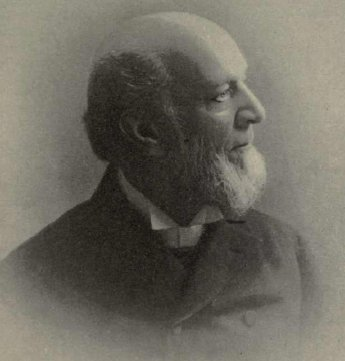
John H. Vincent.

Parallèlement à sa vie d'enseignante, Eliza Frances Andrews publie des romans soit sous son nom, soit sous le nom de plume Elzey Hay. Son premier roman A Family Secret a pour sujet la vie du Sud après la guerre de Sécession, et les difficultés que vivent les femmes qui se marient pour de seules raisons financières dont le sort est une sorte d'esclavage, ce roman est la meilleure vente de son éditeur J. B. Lippincott & Co. (en) pour l'année 1876. Toujours chez le même éditeur, elle publie A Mere Adventurer en 1879, puis Prince Hal en 1882. Ces différents romans sont empreints de nostalgie de la vie du Sud avant la guerre de Sécession, ils ont également pour thèmes la ploutocratie qui a, selon ses dires, la main mise sur le Sud, et la restriction du rôle des femmes dans la société. Eliza Frances Andrews, publie également différents feuilletons et articles au sein de différents périodiques comme le Cosmopolitan, The Arena (magazine) (en), The Sunny South (magazine) (en) The Nation, Popular Science et participe pour un temps aux cycles de lecture et de conférences dans le Tennessee organisés par le mouvement Chautauqua (mouvement d'éducation) (en), fondé par John H. Vincent (en). Pendant sa convalescence en Floride, elle écrit également articles en tant que correspondante locale de The Augusta Chronicle (en) ,,,,,.

#### La botaniste

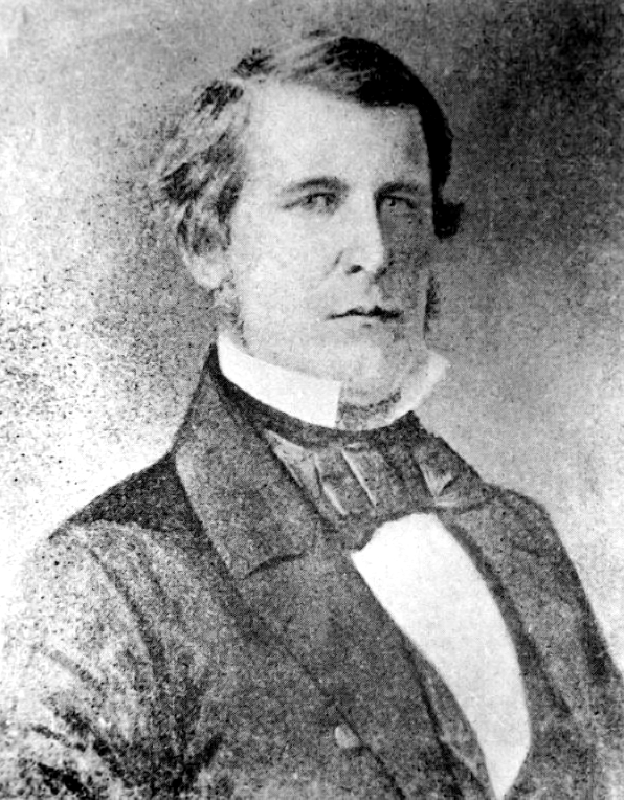
Alvan Wentworth Chapman.

Eliza Frances Andrews n'a pas reçu de formation spécifique en botanique, elle-même se dit autodidacte, tout en reconnaissant l'influence du pionnier américain en la matière Alvan Wentworth Chapman. En effet, ce dernier a enseigné dans la ville natale d'Eliza Frances Andrews.
Durant ses années d'enseignement entre 1874 et 1881, Eliza Frances Andrews lit auprès de l'association des professeurs de la Géorgie un essai au titre de How to Teach Botany (« Comment enseigner la botanique »), conférence visant à montrer la nécessité de ce type d'enseignement, mais qui n'a pas convaincu la majorité des auditeurs,.
Eliza Frances Andrews publie ses premiers articles de botanique au sein du magazine Popular Science en 1886, puis dans la revue Torreya, la revue de la Torrey Botanical Society, en juin 1890, et dans la revue Garden and Forest, le 15 juillet 1891. Ces divers articles traitent de la destruction des forêts entraînant la disparition des animaux qui y ont établi leurs aires et des plantations industrielles sur les collines boisées dans les environs de la ville de Macon, notamment les plantations de pins qui transforment les forêts en déserts de sable, et les entreprises de distillerie de térébenthine. Pour éviter ces dégâts sur l’environnement, elle demande une loi qui réglemente les plantations de pins. Ces articles sont repris dans les journaux de la Géorgie, et de nombreux lecteurs la suivent pour établir une réglementation des plantations de pins et trouvent un écho favorable auprès de nombreux botanistes, c'est ainsi qu'elle sera élue membre honoraire de la Société américaine de botanique,.
Durant ses congés, Eliza Frances Andrews se rend en Europe, au Mexique, dans les États du Colorado, de la Californie, du Michigan, du Minnesota, du Texas pour enrichir son herbier de plantes non répertoriées ou mal répertoriées. Son herbier comprend un peu plus de 3 000 plantes, en 1910, elle le lègue au Département de l'agriculture de l'Alabama,,. 
En 1903, Eliza Frances Andrews publie Botany all the Year Round : a Practical Text-book for Schools, manuel de botanique à destination des étudiants des écoles rurales. Ce manuel n'est pas qu'une taxinomie comme pour les autres manuels, il expose, entre autres, les interactions du travail de l'homme et la nature et les conséquences quant à la modification de l'environnement. La recension de l'ouvrage est positive, félicitant la simplicité de son écriture tout en étant d'une rigueur scientifique. Le succès du livre est tel que son éditeur procède à une seconde édition en 1904, à la grande surprise d'Eliza Frances Andrews comme elle le confiera lors d'une interview menée par un journaliste du Montgomery Advertiser,,,,. 
Considérée dans un premier temps comme une amateur, Eliza Frances Andrews est reconnue par la communauté des botanistes quand elle présente le fruit de ses recherches auprès du Département de l'agriculture et de l'industrie de l'Alabama (en) en 1910, alors que depuis plus de quarante ans, elle avait déjà rédigé plusieurs articles abordant diverses facettes de la botanique,.
En 1911, Eliza Frances Andrews publie A Practical Course in Botany qui sera traduit en français et devient une référence pour les cours de botanique,.

#### La militante de la Cause perdue

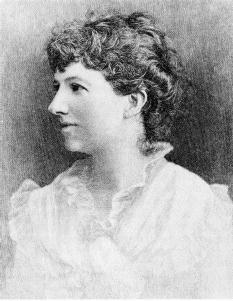
Grace King.

Comme de nombreux sudistes, Eliza Frances Andrews est nostalgique de la vie des sudistes d'avant la guerre de Sécession et en garde la fierté refusant le nouvel ordre social imposé par les nordistes, nostalgie qui empreint ses écrits et explique ses engagements ce qui l’apparente aux auteurs du mouvement dit de la Cause perdue comme Grace King (en) ou Sarah Dorsey (en),,,.
En 1905, après un voyage au Mexique, Eliza Frances Andrews s’installe à Montgomery dans l'Alabama, où réside son frère cadet, Marshall Andrews et sa famille. elle y restera pendant six ans. Pendant cette période, elle s'implique dans divers mouvements tels que les Filles de la révolution américaine, la Montgomery Civic League, et l'association des floriculteurs la Flowers and Flower Growers,.
En 1906, Eliza Frances Andrews travaille en tant qu'historienne pour le compte de l'United Daughters of the Confederacy, jusqu'en 1912. Elle écrit différents articles faisant l'éloge des héros sudistes. Elle écrit également un pamphlet Seven Great Battles of the Army of Northern Virginia (« Sept grandes batailles de l’armée de Virginie du Nord ») où pour chaque bataille, elle établit un jeu de questions-réponses.
Lorsque les émeutes d'Atlanta de 1906 éclatent, Eliza Frances Andrews écrit que pour éviter cela il est nécessaire d'établir une ségrégation où chaque communauté pourra se développer sans interférence, ne faisant que reprendre les stéréotypes de son temps, avec une nuance, elle prend ses distances envers toute violence, restant dans un paternalisme bon teint envers les Noirs avec la conviction que les Blancs ont le devoir de protéger les Noirs.

#### Les engagements politiques
De 1899 à 1902, Eliza Frances Andrews adhère à la Fabian Society, puis elle épouse les thèses du socialisme marxiste, elle entre au Parti socialiste d'Amérique de 1903 à 1919 et enfin à la Ligue sociale-démocrate d'Amérique (en) de 1920 à 1921. Régulièrement, l'été, elle donne des conférences traitant du socialisme à un des centres de la Chautauqua Institution (en) de Monteagle dans le Tennessee. Eliza Frances Andrews écrit un article « Why I'am a Socialist » où elle expose en cinq points les raisons pour lesquelles elle est socialiste, notamment l'inefficacité du capitalisme qui profite à la minorité des propriétaires et actionnaires, alors que socialisme profite à tous, l'augmentation des prix profite aux spéculateurs de Wall Street alors que sous un régime socialiste l'augmentation des prix profiterait à l'amélioration des conditions de vie des ouvriers, tout comme il n'y aurait pas cette inégalité flagrante entre les riches et les pauvres et la criminalité disparaîtrait par l'élimination de la pauvreté,,.

### Vie privée
À la fin de la guerre de Sécession, Eliza Frances Andrews prend la décision de rester célibataire pour le reste de sa vie, à cause de la perte irrémédiable de ses biens, de son style de vie, elle tient pas à se marier pour des raisons financières ce qui la mettrait dans une situation de dépendance vis à vis de son mari, ce qui lui est insupportable, elle tient à son indépendance, d'ailleurs, elle écrit dans son journal intime  « Le mariage est incompatible avec la carrière que je me suis tracée. » ,,,.
Eliza Frances Andrews, décède des suites d'un infarctus, après les funérailles, elle est inhumée dans le caveau familial du cimetière de Resthaven dans sa ville natale de Washington,,.

## Œuvres

### Traités de botanique
- Botany all the Year Round : a Practical Text-book for Schools, New York, Cincinnati, American Book Company (réimpr. 2011, 2013, 2016, 2018) (1re éd. 1903), 312 p. (ISBN 9781377776644, OCLC 964831327, lire en ligne),
- co-rédigé avec W. Nevin Geddes, A Brief Flora of the Eastern United States, New York, American Book Co., 1904, 368 p. (OCLC 1030000725),
- A Practical Course in Botany : With Especial Reference to Its Bearings on Agriculture, Economics, and Sanitation, New York, American Book Company (réimpr. 2012, 2022) (1re éd. 1911), 397 p. (ISBN 9781018596297, OCLC 1841680, lire en ligne),

### Romans
- A Family Secret : A Novel, Philadelphie, J. B. Lippincott & Co. (réimpr. 2005, 2012, 2019) (1re éd. 1876), 226 p. (ISBN 9781572334397, OCLC 1572334398, lire en ligne),
- A Mere Adventurer : a Novel, Philadelphia, J.B. Lippincott & Co (réimpr. 1970) (1re éd. 1979), 174 p. (OCLC 228679602),
- Prince Hal : Or the Romance of a Rich Young Man, Philadelphie, J.B. Lippincott & Co (réimpr. 2010, 2014, 2015, 2017, 2018) (1re éd. 1882), 351 p. (ISBN 9780344366833, OCLC 9538734, lire en ligne),

### Essais
- Seven great battles of the Army of Northern Virginia : a Program of Study and Entertainment arranged for the J.E.B. Stuart Chapter of Children of the Confederacy, Montgomery, Alabama, Brown Print. Co, 1906, 16 p. (OCLC 2945133),

### Journal
- The War-Time Journal of a Georgia Girl, 1864-1865, New York, Appleton and Company (réimpr. 2022) (1re éd. 1908), 440 p. (ISBN 9781015498921, OCLC 835431057, lire en ligne),
- S Kittrell Rushing (dir.) (préf. S Kittrell Rushing), Journal of a Georgia Woman : 1870-1872, Knoxville, Tennessee, University of Tennessee Press, 1er mai 2002, 216 p. (ISBN 9781572331716, lire en ligne),

### Correspondance
- Letter from Eliza Frances Andrews, Dayton, Tennessee, to Hugh S. Fullerton, New York,, 1925 (OCLC 70813259),